# Plaza Fray Albino
La Plaza Fray Albino también conocida como Plaza de La Catedral, y antiguamente llamada Plaza de Santa María o Plaza de los Remedios, es una plaza de San Cristóbal de La Laguna (Tenerife, Canarias, España) en la que se sitúa la Catedral de Nuestra Señora de Los Remedios.

## Historia
Hay indicios de que en ese lugar existía una necrópolis guanche. Además es sabido que todo el valle de Aguere (en donde se extiende la ciudad) y principalmente la gran laguna o lago que había en este lugar, era un lugar de peregrinación para los aborígenes de toda la isla.
Los orígenes de la plaza se remontan a cuando fue fundada la ciudad, ya que la Iglesia de Los Remedios (hoy la catedral) se debe al conquistador Alonso Fernández de Lugo. En los acuerdos del cabildo, concretamente el 26 de marzo de 1515, se habló del templo y del lugar donde se debía hacer la plaza para ennoblecimiento de la villa.
Junto con la Plaza de la Concepción, la plaza de Los Remedios era del tipo denominado parroquial y las Ordenanzas dispusieron que debía tener un punto de abastecimiento de agua, algo que nunca se llevó a cabo. Este espacio fue importante para la lectura de los pregones públicos. La plaza también fue utilizada en las antiguas funciones reales, como en la proclamación de Fernando VI, para lo que el 29 de mayo de 1747 acogió uno de los tres Tercios de Tenerife, concretamente el de Güímar, que acompañó al alférez mayor de la isla en su proclamación.
Fue pavimentada en el año 1888 y en 1908 se construyó un estanque para patos, el cual fue sustituido en 2014 por un jardín acuático durante las obras de remodelación de la plaza, provocando una gran polémica por ello. Precisamente, durante estas obras también se descubrieron vestigios arqueológicos en el subsuelo. Aparecieron algunos cascotes que se presume que podrían pertenecer a la antigua Iglesia de Los Remedios o a estructuras procedentes del primer poblamiento europeo de la ciudad. Posteriormente, en 2018 fueron descubiertos en el lugar restos humanos del siglo XVI. Se cree que en el lugar se ubicaba el antiguo cementerio parroquial.
En esta plaza se encuentra también el Ateneo de La Laguna.